# Amsterdamsche Watermeterfabriek
De Amsterdamsche Watermeterfabriek was een Nederlandse bedrijf gespecialiseerd in de productie, verkoop en reparatie van watermeters. Het bedrijf werd oorspronkelijk in 1888 opgericht in Amsterdam en verhuisde in 1921 naar Haarlem, waar zij tot de liquidatie in 1937 actief bleef.

## Geschiedenis

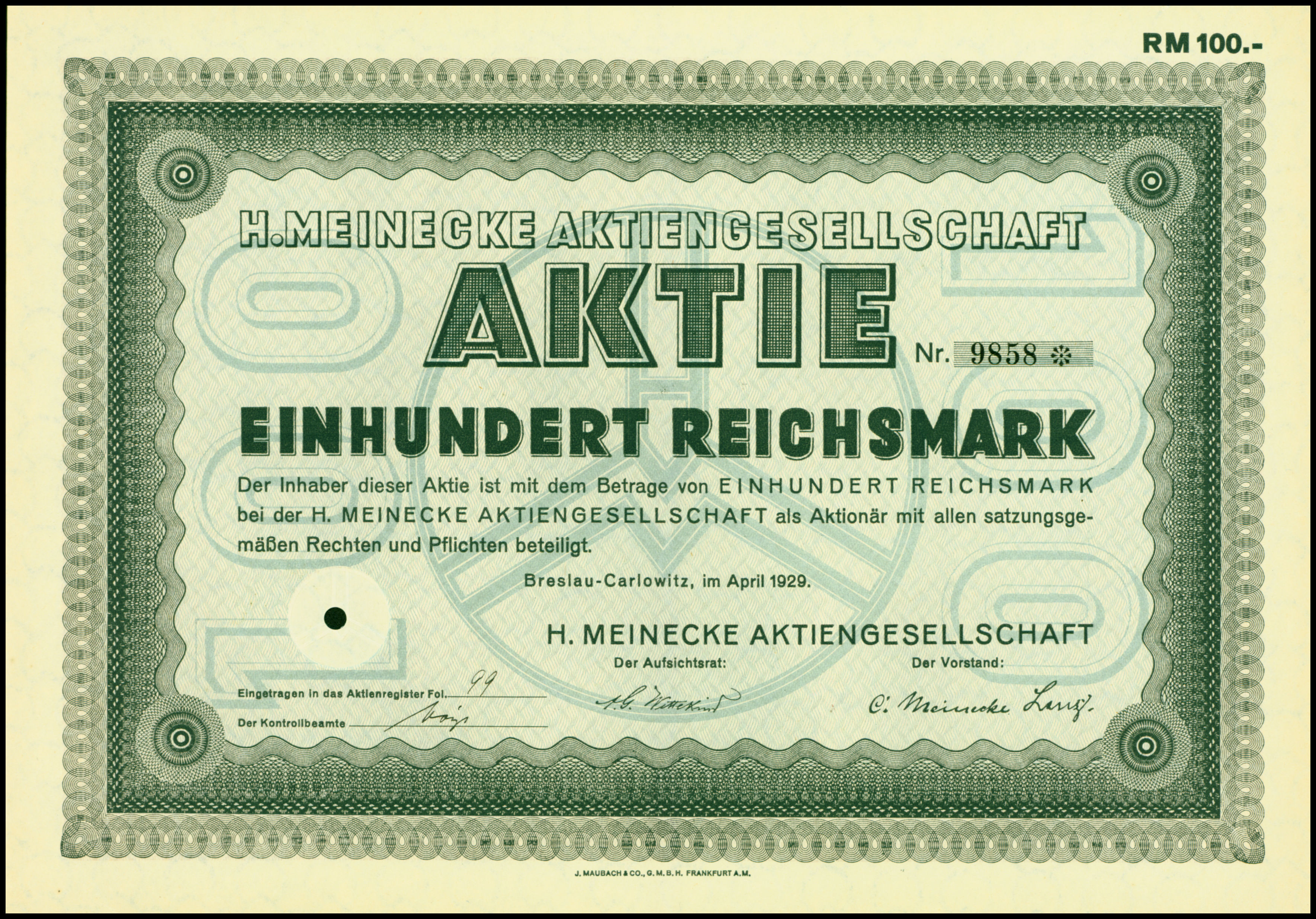
Aandeel van H. Meinecke Aktien Gesellschaft

Met de stijging van het kraanwaterverbruik in Nederland werd het voor de firma Meinecke uit Breslau in 1888 aantrekkelijk om een Nederlands filiaal op te richten voor de verkoop en reparatie van haar watermeters. Dit filiaal, onder leiding van G.E. Neumann, werd gevestigd aan de Haarlemmer Houttuinen in Amsterdam. Vanwege groeiende bedrijfsactiviteiten verhuisde het bedrijf in 1903 naar een ruimer pand aan de Rozengracht.
In 1911 werd de onderneming omgezet in een naamloze vennootschap onder de naam Watermeterfabriek Systeem Meinecke. Het bedrijf verkreeg van Meinecke het exclusieve recht op de verkoop en fabricage van watermeters in Nederland en zijn koloniën. Aanvankelijk werd een groot deel van de productie nog door het moederbedrijf verzorgd, maar dit aandeel nam geleidelijk af. Deze afname werd benadrukt met de naamswijziging van het bedrijf in 1919 tot Amsterdamsche Watermeterfabriek, waarmee de onafhankelijkheid van de Nederlandse vestiging werd onderstreept.
In 1921 verhuisde het bedrijf naar een leegstaande voormalige glasfabriek aan het Zuider Buiten Spaarne in Schalkwijk, Haarlem. Het hoofdgebouw werd later, na de liquidatie in 1937, bekend onder de naam Watermeterfabriek. De gemeente Haarlem kocht het fabrieksgebouw, samen met de omliggende terreinen, woonhuizen en tuingronden, voor 19.000 gulden.
In 1924 had de fabriek meer dan 100.000 watermeters geproduceerd en bedroeg de jaarlijkse productiecapaciteit 8.000 stuks. Naast reguliere watermeters vervaardigde het bedrijf ook ketelvoedingswatermeters.